# Cnemidocarpa verrucosa
Cnemidocarpa verrucosa är en sjöpungsart som först beskrevs av René-Primevère Lesson 1830.  Cnemidocarpa verrucosa ingår i släktet Cnemidocarpa och familjen Styelidae.
Artens utbredningsområde är Södra Ishavet. Inga underarter finns listade i Catalogue of Life.